# Mujer soviética (revista)
Mujer soviética (en ruso, Советская женщина; transliterado en inglés: Sovetskaya zhenshchina) fue una revista ilustrada sociopolítica y literaria, fundada en Moscú en 1945 por el Comité de Mujeres Soviéticas con el apoyo de los sindicatos.
Comenzó a publicarse en diciembre de 1945 en la Unión Soviética. Tuvo una edición bimestral hasta 1954, cuando pasó a ser mensual hasta su desaparición en 1991. La revista se publicó en varios idiomas y distribuida en varios países.
La revista tenía como propósito informar sobre los distintos aspectos de la vida de las mujeres soviéticas, como su participación en la construcción de la sociedad comunista o los problemas a los que se enfrentaba el movimiento feminista internacional. También  se publicaban artículos sobre moda, economía o sobre los logros de la ciencia soviética, especialmente en medicina y pedagogía, así como diversas obras literarias y artísticas.
A partir de 1991 la revista se publicó bajo el nombre de El mundo de la mujer (Мир женщины).